# ガンダムバトルロワイヤル
『ガンダムバトルロワイヤル』 (GUNDAM BATTLE ROYALE) は、バンダイナムコゲームスのバンダイブランドで2006年10月5日に発売されたPlayStation Portable用のゲームソフト。ジャンルは3Dアクションシューティング。アートディンク制作の「ガンダムバトルシリーズ」の第2作目。「ガンロワ」「GBR」と略される。
パッケージイラストは前作と同じく森下直親によるもので、パーフェクト・ジオング、メッサーラ、ガンダムMk-II、フルアーマーガンダムが描かれている。

## 概要
アニメ『機動戦士ガンダム』シリーズを題材にした3Dアクション。2005年に発売されたPlayStation Portable用ゲーム『ガンダムバトルタクティクス』の続編だが、様々な面が改良、グレードアップしている。
メインとなるキャンペーンモードは宇宙世紀（U.C.）0079から開始する。まずは地球連邦軍かジオン公国軍を選択し、キャラクターを作成する。その後、モビルスーツを選択し、ミッションへと向かう。ミッションは「時間内に敵機を全滅させる」「大型モビルアーマーを撃墜する」「味方を護衛する」など様々なものがありそれらを達成していく。相手の攻撃をある程度受け、HPが0になると、機体が撃墜されミッションは失敗となる。ミッションに成功すればそれに応じて機体のチューニングポイントを得ることができたり、パイロットが成長したり、新たなMSやパイロットが使用可能になることもある。キャンペーンをクリアしていくと、舞台はU.C.0079からU.C.0087へと移り、新たな組織のエゥーゴかティターンズへと所属するようになる。ミッションは全部で100以上ある。
2007年8月には廉価版である「PSP The Best」版が発売された。

## ゲームシステム
ゲームシステムには従来のガンダムのアクションゲームになかった以下の特徴がある。
SPゲージ
時間とともに増加していくSPゲージがあり、これを消費してチャージ射撃、チャージ格闘、ブーストダッシュ、SPアタック、ハイパー化が可能。SPゲージは前作では100%までだったが、本作では200%まで貯めることが可能になった。
- チャージ射撃、チャージ格闘

少量のSPゲージを消費し、通常より強力な攻撃ができる。ブーストダッシュはSPゲージを消費し、通常のダッシュよりも高速な移動ができる。
- SPアタック

ゲージを1本（100%）消費して行う超強力な攻撃。
Ζガンダムなら「ハイパービームサーベル」、百式なら「メガバズーカランチャー」、ガンダム5号機なら「ガトリングガン」、ケンプファーなら「全弾発射」、ブルーディスティニーなら「EXAM発動」と各MSによって異なる。また非常に強力な攻撃であるため、ヒットさせれば弱い敵なら確実に撃墜できるが、ガードされると簡単に防がれてしまうため、闇雲に使ってもSPゲージの無駄遣いになり手痛い反撃を受けることもある。
- ハイパー化

SPゲージを2本全て（200%）使用し、一定時間無敵になる。
カスタマイズ
MSの改造が可能で、ミッション終了後に成績に応じて振り分けられるポイントでHP、機動力、バランサー、射撃攻撃、射撃精度、格闘攻撃、格闘精度、レーダーなどのさまざまな能力を強化できる。またパイロットの能力も成長し、これらの育成もゲームの楽しみとなっている。
対戦モード
対戦モードでは4人までの対戦が可能で、2チームに分かれた対戦、4人のバトルロイヤルや、ビグ・ザムやアプサラス、サイコガンダムといった大型MAを協力して撃墜するミッションもある。これらの協力ミッションで機体やパイロットを育成することも可能。CPUとの対戦や協力プレイも可能。
前作はミッション開始時に武装を選択したが、本作では戦闘中に武器の持ち替えが可能になっており、例えばΖガンダムならメイン射撃武器をビームライフル、グレネードランチャー、ハイパーメガランチャーから持ち替えることが可能になっている。

## 登場作品
本作のキャンペーンモードでは一年戦争が最後まで描かれるようになった。これに伴い、コロニー外壁やア・バオア・クーなどの足場のある宇宙空間のマップが追加されている。また、『機動戦士ガンダム外伝 宇宙、閃光の果てに…』や『MSV』を題材としたミッションが新たに導入されている。
『機動戦士Ζガンダム』を題材にしたグリプス戦役は中盤の「キリマンジャロの嵐」まで描かれている。『ガンダム・センチネル』からは一部のMSがゲスト参戦している。
- 機動戦士ガンダム
- 機動戦士Ζガンダム
- MSV
- MS-X
- 機動戦士ガンダム0080 ポケットの中の戦争
- 機動戦士ガンダム 第08MS小隊
- 機動戦士ガンダム外伝 THE BLUE DESTINY
- 機動戦士ガンダム外伝 コロニーの落ちた地で…
- ジオニックフロント 機動戦士ガンダム0079
- 機動戦士ガンダム戦記 Lost War Chronicles
- 機動戦士ガンダム外伝 宇宙、閃光の果てに…
- 機動戦士ガンダム ギレンの野望
- ガンダム・センチネル
- トニーたけざきのガンダム漫画

　　作中に登場した超量産型モビルスーツのサクとSM（サム）が登場。ユーザーに予想外の笑撃を与えた。

## 登場機体
ユニット総数は全80種。アッグ、パーフェクトジオング、Ζプラスなど従来のガンダムのアクションゲームには登場していなかったMSも操作可能になっている。

### U.C.0079（一年戦争）の機体
| 地球連邦軍    |                                              |                                                   |
| 型式番号      | 機体名                                       | 備考                                              |
| RX-78-1       | プロトタイプガンダム                         |                                                   |
| RX-78-2       | ガンダム                                     |                                                   |
| RX-78-2       | ガンダム（MC仕様）                           |                                                   |
| RX-78-3       | G-3ガンダム                                  |                                                   |
| RX-77-2       | ガンキャノン                                 |                                                   |
| RX-75         | ガンタンク                                   |                                                   |
| RGM-79        | ジム                                         |                                                   |
| RGM-79        | ジム（ホワイト・ディンゴ隊仕様）             |                                                   |
| RGM-79[G]     | 陸戦型ジム                                   | 地上専用                                          |
| RX-79[G]      | 陸戦型ガンダム                               | 地上専用                                          |
| RX-79[G]      | 陸戦型ガンダム（ジム頭）                     | 地上専用                                          |
| RX-79[G]Ez-8  | ガンダムEz-8                                 | 地上専用                                          |
| RGM-79SP      | ジムスナイパーII                             |                                                   |
| RGM-79SP      | ジムスナイパーII（ホワイト・ディンゴ隊仕様） |                                                   |
| RX-78NT-1     | ガンダムNT-1アレックス                       |                                                   |
| RX-79BD-1     | ブルーディスティニー1号機                    | 地上専用/NT搭乗不可                               |
| RX-79BD-3     | ブルーディスティニー3号機                    | NT搭乗不可                                        |
| RX-78-6       | ガンダム6号機                                | 地上専用                                          |
| FA-78-1       | フルアーマーガンダム                         |                                                   |
| RGM-79G       | ジム・コマンド                               |                                                   |
| RGM-79GS      | ジム・コマンド（宇宙用）                     |                                                   |
| RX-78-4       | ガンダム4号機                                | 宇宙専用                                          |
| RX-78-5       | ガンダム5号機                                | 宇宙専用                                          |
| UNKNOWN       | サム                                         |                                                   |
| ジオン公国軍  |                                              |                                                   |
| MS-06F        | ザクII                                       |                                                   |
| MS-06S        | ザクII（指揮官用）                           |                                                   |
| MS-06S        | シャア専用ザクII                             |                                                   |
| MS-06FZ       | ザクII改                                     |                                                   |
| MS-05B        | ザクI                                        |                                                   |
| MS-05B        | ランバ・ラル専用ザクI                        |                                                   |
| MS-05B        | 黒い三連星専用ザクI                          |                                                   |
| MS-07B        | グフ                                         | 地上専用                                          |
| MS-07B-3      | グフカスタム                                 | 地上専用                                          |
| MS-09         | ドム                                         | 地上専用                                          |
| MSM-07        | ズゴック                                     | 地上専用                                          |
| MSM-07S       | シャア専用ズゴック                           | 地上専用                                          |
| MSM-04        | アッガイ                                     | 地上専用                                          |
| MSM-03C       | ハイゴッグ                                   | 地上専用                                          |
| MS-14A        | ゲルググ                                     |                                                   |
| MS-14S        | ゲルググ（指揮官用）                         |                                                   |
| MS-14S        | シャア専用ゲルググ                           |                                                   |
| MS-18E        | ケンプファー                                 |                                                   |
| RX-79BD-2     | ブルーディスティニー2号機                    | NT搭乗不可                                        |
| MS-08TX[EXAM] | イフリート改                                 | 地上専用/NT搭乗不可                               |
| MS-09R        | リック・ドム                                 | 宇宙専用                                          |
| MS-09RS       | シャア専用リック・ドム                       | 宇宙専用                                          |
| YMS-15        | ギャン                                       |                                                   |
| MS-06R-1      | 高機動型ザクR-1型                            | 黒い三連星のパーソナルカラー機体 宇宙専用         |
| MS-06R-1A     | 高機動型ザクR-1A型                           | シン・マツナガのパーソナルカラー機体 宇宙専用     |
| MS-06R-2      | 高機動型ザクR-2型                            | ジョニー・ライデンのパーソナルカラー機体 宇宙専用 |
| MSN-01        | サイコミュ高機動試験用ザク                   | 宇宙/ＮＴ専用                                     |
| MSN-02        | ジオング                                     | 宇宙/ＮＴ専用                                     |
| MSN-02        | パーフェクトジオング                         |                                                   |
| RX-78/C.A.    | キャスバル専用ガンダム                       |                                                   |
| EMS-05        | アッグ                                       | 地上専用                                          |
| MSM-08        | ゾゴック                                     | 地上専用                                          |
| MS-14B        | 高機動型ゲルググ（ジョニー・ライデン専用）   |                                                   |
| MS-14B        | 高機動型ゲルググ（シン・マツナガ専用）       |                                                   |
| MS-14C        | ゲルググキャノン                             |                                                   |
| UNKNOWN       | アプサラスII                                 | 地上専用                                          |
| MAN-08        | エルメス                                     | 宇宙/ＮＴ専用                                     |
| MA-08         | ビグ・ザム                                   |                                                   |
| UNKNOWN       | サク                                         |                                                   |
| UNKNOWN       | サク（シャア専用）                           |                                                   |

### U.C.0087（グリプス戦争）の機体
| エゥーゴ     |                                   |               |
| 型式番号     | 機体名                            | 備考          |
| RGM-79R      | ジムII（エゥーゴ仕様）            |               |
| RMS-099      | リック・ディアス                  |               |
| RMS-099      | リック・ディアス（赤）            |               |
| MSN-00100    | 百式                              |               |
| RX-178       | ガンダムMk-II（エゥーゴ仕様）     |               |
| MSZ-006      | Ζガンダム                         |               |
| MSZ-006A1    | ΖプラスA1型                       | 地上専用      |
| MSZ-006C1    | ΖプラスC1型                       |               |
| ティターンズ |                                   |               |
| 型式番号     | 機体名                            | 備考          |
| RGM-79R      | ジムII（連邦軍仕様）              |               |
| RX-178       | ガンダムMk-II（ティターンズ仕様） |               |
| RMS-106      | ハイザック（ティターンズ仕様）    |               |
| RMS-106      | ハイザック（連邦軍仕様）          |               |
| RMS-108      | マラサイ                          |               |
| PMX-000      | メッサーラ                        |               |
| NRX-044      | アッシマー                        | 地上専用      |
| MRX-009      | サイコガンダム                    | 地上/ＮＴ専用 |

## 登場キャラクター
主人公がニュータイプ（NT）かノーマルか選択可能になり、さらに男女2種類ずつから選択できるようになった。ニュータイプは最初は能力が低いが、成長が早い。ノーマルは最初から能力が高いが成長が遅い。一部NT専用のMS、逆にNT使用不可のMSも存在する。
主人公以外にゲストパイロットとして登場するキャラクターは合計30人。当初はゲストパイロットの能力は固定されているが、本編クリア後には成長させることが可能になる。
| 地球連邦軍(E.F.S.F.) - 連邦男性Aニュータイプ - 連邦男性Aノーマル - 連邦女性Aニュータイプ - 連邦女性Aノーマル - 連邦男性Bニュータイプ - 連邦男性Bノーマル - 連邦女性Bニュータイプ - 連邦女性Bノーマル - アムロ・レイ（古谷徹） - カイ・シデン（古川登志夫） - ハヤト・コバヤシ（鈴木清信） - シロー・アマダ（檜山修之） - クリスチーナ・マッケンジー（林原めぐみ） - マット・ヒーリィ（辻谷耕史） - エイガー（中井和哉） - ユウ・カジマ - ルース・カッセル（増谷康紀） - フォルド・ロムフェロー（うえだゆうじ） | ジオン公国軍（ZEON） - ジオン男性Aニュータイプ - ジオン男性Aノーマル - ジオン女性Aニュータイプ - ジオン女性Aノーマル - ジオン男性Bニュータイプ - ジオン男性Bノーマル - ジオン女性Bニュータイプ - ジオン女性Bノーマル - シャア・アズナブル（池田秀一） - ランバ・ラル（広瀬正志） - ガイア（徳丸完） - アイナ・サハリン（井上喜久子） - バーナード・ワイズマン（辻谷耕史） - ノリス・パッカード（市川治） - ケン・ビーダーシュタット（石田彰） - ニムバス・シュターゼン（速水奨） - シン・マツナガ（中村秀利） - ジョニー・ライデン（井上和彦） - ララァ・スン（潘恵子） - ドズル・ザビ（玄田哲章） |

| エゥーゴ（A.E.U.G.） - カミーユ・ビダン（飛田展男） - クワトロ・バジーナ（池田秀一） - アムロ・レイ（古谷徹） - エマ・シーン（岡本麻弥） | ティターンズ（TITANS） - ジェリド・メサ（井上和彦） - フォウ・ムラサメ（ゆかな） - パプテマス・シロッコ（島田敏） - ブラン・ブルターク（中村秀利） |

オペレーター
- ノエル・アンダーソン（那須めぐみ）
- ユウキ・ナカサト（浅野真澄）